# اغتصاب

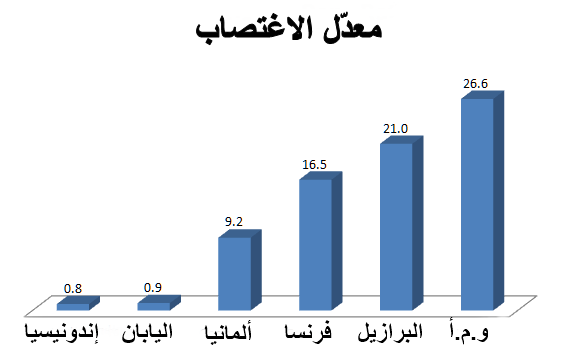
أعلى نسب التبليغ عن حالات الاغتصاب لكل 100 ألف شخص، يلاحظ أن الولايات المتحدة والبرازيل وفرنسا من أكثر الدول في العالم، إحصائيات UNODC 2011

الاغتصاب هو أحد أنواع الاعتداء الجنسي والذي غالبًا ما يتضمن إيلاج جنسي أو أي أشكال أخرى من الاختراق الجنسي التي ترتكب تجاه شخص ما دون موافقته. وقد يرتكب هذا الفعل إما بالقوة الجسدية، الإكراه، سوء استخدام للسلطة أو تجاه شخص غير قادر على إبداء موافقة صحيحة مثل شخص فاقد للوعي، عاجز، لديه إعاقة فكرية أو تحت السن القانوني لإبداء الموافقة. فيستخدم أحيانًا مصطلح الاغتصاب بالتبادل مع مصطلح الاعتداء الجنسي.
ويختلف معدل الإبلاغ عن الاغتصاب، الملاحقة القضائية والإدانة بين السلطات القضائية. عالميًا، في عام 2008 سجلت الشرطة حوادث الاغتصاب والتي تراوحت بين 0.2 في أذربيجان إلى 92.9 في بوتسوانا و6.3 في ليتوانيا لكل مائة ألف شخص في المتوسط. في جميع أنحاء العالم، يرتكب بصورة أساسية الذكور الاغتصاب. ويعد أحيانًا الاغتصاب من قبل الغرباء شائعًا بصورة أقل من الاغتصاب الذي يقوم به أشخاص تعرفهم الضحية. كما أن حالات الاغتصاب في السجون بين الذكور وبعضهم والإناث وبعضهن شائعة أيضًا ولكن تعتبر من أقل أنواع الاغتصاب التي يتم الإبلاغ عنها.
ويمكن أن يحدث الاغتصاب (على سبيل المثال الاغتصاب أثناء الحرب) والاستعباد الجنسي بصورة واسعة ومنظمة أثناء النزاع الدولي. فهذه الممارسات جرائم بحق الإنسانية والحروب. ويعترف بالاغتصاب كأحد عناصر جريمة الإبادة الجماعية عندما يُرتكب بغرض وتعمد التدمير لكامل جماعة إثنية محددة أو جزء منها.
ويمكن لهؤلاء الأشخاص الذين تعرضوا للاغتصاب أن يصابوا بصدمة نفسية أو يتطور لديهم اضطراب ما بعد الصدمة. وقد ينتج عنه أيضًا إصابات خطيرة بالإضافة إلى خطر الحمل والأمراض المنقولة جنسيًا. وقد يواجه الشخص عنفًا أو تهديدات من المُغتصِب، وفي بعض الثقافات من عائلة الضحية والأقارب.

## أصل التسمية
يُشتق مصطلح "Rape" من اللغة اللاتينية وهي تعني «أن تنتزع، تمسك بشيء، ترحل». ومنذ القرن الرابع عشر، أصبح المصطلح منتشرًا بمعنى«أن تستولي على شئيًا ما وتأخذه بالقوة». في القانون الروماني، يعد اختطاف امرأة بالقوة باتصال جنسي أو بدونه «استحوذًا» و«أغتصابًا».
وفي القانون الإنجليزي في العصور الوسطى، قد يشير نفس المصطلح إلى إما الخطف أو الاغتصاب بالمعنى الحديث للانتهاك الجنسي. لا يزال المعنى الأصلي ل«الأخذ بالقوة» موجودًا في بعض العبارات مثل «اغتصب واسرق» أو في بعض العناوين كما في اغتصاب نساء سابين، اغتصاب أوروبا أو قصيدة اغتصاب القفل وهي قصيدة حول سرقة قفل (مشبك) للشعر.

## التعريفات

### بشكل عام
يُعرف الاغتصاب في العديد من السلطات القضائية على أنه جماع جنسي أو أشكال أخرى من الإيلاج الجنسي والذي يرتكبه الجاني ضد الضحية دون موافقتها. يوجد تضارب بشأن تعريف الاغتصاب بين المنشأت الصحية الحكومية، مؤسسات إنفاذ القانون، مقدمي الخدمات الصحية والمهن القانونية. في الأصل، لا يوجد لكلمة «اغتصاب» أي دلالة جنسية ويتم استخدامها في سياقات عديدة في اللغة الإنجليزية. ففي القانون الروماني، تم تصنيفها وكلمة «رابتوس» كجرائم اعتداء. فأشارت كلمة «رابتوس» إلى اختطاف امرأة ضد إرادة الرجل الذي تعيش في كنفه، فلم يكن الاتصال الجنسي عنصرًا أساسيًا. وتغيرت المعاني الأخرى لمصطلح الاغتصاب بمرور الوقت.
حتى عام 2012، اعتبر مكتب التحقيق الفيدرالي (FBI) أن الاغتصاب جريمة يرتكبها الرجال فقط ضد النساء. في عام 2012، غيّر مكتب التحقيق الفيدرالي تعريفهم من «معرفة الملامسة الجسدية لأنثى بالقوة وبدون إرادتها» إلى «الإيلاج، مهما كان طفيفًا، في الفرج أو الشرج بأي جزء من الجسم أو بأداة أو في الفم بعضو تناسلي لشخص آخر بدون إرادة الضحية» واُعتُبِرَ المفهوم السابق الذي لم يُجرى تغييره حتى عام 1927 قد عفا عليه الزمن وضيقًا. يتضمن المفهوم المُحَدَث الاعتراف بأي نوع من أنواع الضحايا والمغتصب وأن الاغتصاب بواسطة أداة يمكن أن يكون صادمًا كالاغتصاب القضيبي\المهبلي. علاوة على ذلك، يصف مكتب التحقيق الفيدرالي الحالات التي لا تستطيع الضحية أن تبدي موافقتها بسبب عجز ذهني أو جسدي. فتصف بأن يمكن للضحية أن تكون تحت تأثير المخدرات أو الكحول ولذلك ليس بإمكانها إبداء موافقتها الصحيحة. فلا يغير التعريف القوانين الفيدرالية أو قوانين الولايات أو يؤثر على الاتهامات والمقاضاة على المستوى الفيدرالي أو الولاية أو المستوى المحلي، بل يعني أن حالات الاغتصاب سيتم الإبلاغ عنها بشكل أكثر دقة على مستوى البلاد.
ووسعت منظمات الصحة والوكالات مفهوم الاغتصاب أبعد من التعريفات التقليدية. فبينما تعرف منظمة الصحة العالمية (WHO) على أن الاغتصاب هو أحد أشكال الاعتداء الجنسي، تُضمِن مراكز مراقبة الأمراض والوقاية منها (CDC) الاغتصاب في تعريفهم عن الاعتداء الجنسي؛ حيث يصنفونه أحد أشكال العنف الجنسي. وتدرج مراكز مراقبة الأمراض والوقاية منها  عدة ممارسات قسرية، نشاط جنسي غير توافقي والذي قد يتضمن الاغتصاب أو لا يتضمنه، بما في ذلك الاعتداء الجنسي تحت تأثير المخدرات، ممارسات حيث أن الضحية أُجبرت على اختراق الجاني أو شخص آخر، حالات التسمم حيث أن الضحية غير قادرة على إبداء موافقتها الصحيحة (وذلك يرجع للعجز أو فقدانها الوعي)، الإيلاج القسري غير المادي والذي يحدث عندما يضغط شخص ما بواسطة الكلام (الترهيب أو إساءة استخدام السلطة لإجباره على الموافقة)، أو الإيلاج القسري بصورة كاملة للضحية باستخدام القوة البدينة غير المرغوب فيها أو مجرد محاولة (يتضمن استخدام السلاح أو التهديد باستخدامه). ونفذت إدارة صحة قدامى المحاربين (VHA) فحصًا عالميًا تم تسميته «الأذى الجنسي العسكري» وتوفر خدمات صحية وعقلية مجانًا لقدامى المحاربين الذين أبلغوا عن تعرضهم للصدمات.(الفصل 38 من قانون الولايات المتحدة كود1720D، القانون العام 108-422).
تفرق بعض الدول أو السلطات القضائية بين الاغتصاب والاعتداء الجنسي. فبينما قامت بتعريف الاغتصاب على أنه إيلاج قضيبي\ مهبلي أو إيلاج القضيب فقط، عَرَفت الأنواع الأخرى من عدم توافق النشاط الجنسي على أنه اعتداء. على سبيل المثال، تؤكد اسكتلندا على ضرورة إيلاج القضيب لكي يصنف الاعتداء الجنسي على أنه اغتصاب. تُعَرِف المحكمة الجنائية الدولية لرواندا في عام 1998 الاغتصاب أنه «غزو جسدي ذي طبيعة جنسية يُرتكب تجاه شخص تحت ظروف قهرية». في حالات أخرى، تم إلغاء مصطلح الاغتصاب تدريجيًا لصالح مصطلحات مثل الاعتداء الجنسي أو السلوك الجنسي الإجرامي.

### النطاق
ينحدر ضحايا الاغتصاب من مختلف الأنواع، الأعمار، التوجهات الجنسية، الإثنيات، المواقع الجغرافية، الثقافات ودرجات الضعف والإعاقة. تصنف حالات الاغتصاب إلى عدة فئات وقد يتضمن وصف علاقة الجاني بالضحية وسياق الاعتداء الجنسي. وهذا يتضمن اغتصاب في إطار المواعدة، الاغتصاب الجماعي، الاغتصاب الزوجي، اغتصاب المحارم، اغتصاب الأطفال، اغتصاب السجون، اغتصاب المعارف، الاغتصاب أثناء الحرب واغتصاب القُصَر. يمكن للنشاط الجنسي القسري أن يُرتكب لفترة طويلة من الزمن دون إصابة جسدية تُذكر.

### الموافقة
يعد الإكراه (غياب الموافقة) عنصرًا رئيسيًا في تعريف الاغتصاب. وتعد الموافقة «تأكيدًا إيجابيًا مشيرًا إلى إتفاق مُعطى بحرية» فيما يتعلق بالنشاط الجنسي. وليس من الضرورة أن يتم التعبير عنه بالقول أي لفظيًا، ويمكن أن تكون ضمنًا صراحة بالفعل ولكن غياب الاعتراض لا يعد موافقة. وقد يؤدي غياب الموافقة إلى الإجبار القسري من جهة الجاني أو عدم القدرة على الموافقة نظرًا لحالة الضحية (مثل أن الناس قد يكونوا نيامًا، تعرضوا للتسمم أو مصابين بمرض نفسي) ويعد الاتصال الجنسي مع من هم تحت سن الرشد أي تحت السن التي يتم فيها تحديد الأهلية القانونية، اغتصابًا للقُصَر. في الهند، تعد ممارسة الجنس بالتراضي بناءًا على وعد زائف بالزواج اغتصابا.
يعد الإكراه هي الحالة التي يكون فيها الشخص مهددًا بالقوة أو العنف، والتي قد تؤدي إلى عدم وجود اعتراض على النشاط الجنسي. وبالتالي هذا قد يؤدي إلى افتراض الموافقة. وقد يكون الإكراه فعلاً أو تهديدًا بالقوة أو العنف أو شخصًا قريب من الضحية. فقد يُشَكِلُ الابتزاز حالة من الإكراه بالإضافة إلى سوء استخدام السلطة. على سبيل المثال في الفلبين، يعد الرجل متهمًا بالاغتصاب إذا قام بالاتصال الجنسي بامرأة «عن طريق المكيدة والاحتيال أو سوء استخدام السلطة على حد سواء». استخدمت المحكمة الجنائية الدولية لرواندا في حكمها التاريخي لعام 1998 تعريفًا للاغتصاب والذي لم يستخدم كلمة «موافقة»: "اعتداء جسدي ذي طبيعة جنسية تُرتَكب تجاه شخص تحت ظروف قسرية".
يعد الاغتصاب الزوجي حالة غير توافقية للنشاط الجنسي حيث أن الجاني هو زوج الضحية. ويعد صورة من اغتصاب الشريك، العنف المنزلي والاعتداء الجنسي. فأصبح الاغتصاب الزوجي، الذي كان يحظى بموافقة القانون أو يتجاهله القانون، موضع اهتمام الاتفاقيات الدولية بل ويتزايد تجريمه. وعلى الرغم من ذلك، لايزال الاغتصاب الزوجي في العديد من البلاد إما قانونيًا أو أنه غير قانوني ولكن يُسمح كحق للزوج على نطاق واسع بل ويُقبل به. في عام 2006، ذكرت الدراسة المتعمقة التي أجراها الأمين العام للأمم المتحدة فيما يتعلق بجميع أشكال العنف ضد المرأة (الصفحة 113): «يجوز محاكمة الاغتصاب الزوجي في 104 دولة على الأقل. وبينما من بينها دولة 32 قد جعلت هذا الاغتصاب جريمة جنائية محددة، لم تعفي الـ 74 المتبقون الاغتصاب الزوجي من أحكام الاغتصاب العامة. فلا يعتبر الاغتصاب الزوجي جريمة يمكن مقاضاتها في 53 دولة على الأقل. وتجرم أربع دول الاغتصاب الزوجي فقط عندما يكون الأزواج منفصلين بصورة قضائية. وتدرس أربع دول التشريعات التي تسمح محاكمة من يقوم بالاغتصاب الزوجي». ومنذ عام 2006، حظرت عدة دول أخرى الاغتصاب الزوجي (كما هو في تايلاند عام 2007). وفي الولايات المتحدة الأمريكية، بينما بدأ تجريم الاغتصاب الزوجي في منتصف سبعينيات القرن العشرين، كانت ولاية كارولينا الشمالية في عام 1993 آخر ولاية جعلت الاغتصاب الزوجي غير قانوني. في العديد من الدول، ليس من الواضح ما إذا كان الاغتصاب الزوجي قد يتم مقاضاته بموجب قوانين الاغتصاب العادية أم لا. وفي غياب قانون الاغتصاب الزوجي، قد يكون من المحتمل مقاضاة مرتكبي أفعال الاتصال الجنسي القسري داخل الزواج عن طريق مقاضاتهم باستخدام جرائم جنائية أخرى (مثل الجرائم المبنية على الاعتداءات) أو ممارسات العنف أو التهديد الجنائي الذين اُستخدموا للإخضاع.
يُمكن للموافقة أن تصبح معقدة بفعل القانون، اللغة، السياق، الثقافة والتوجه الجنسي. فأثبتت الدراسات أن الرجال باستمرار يرون تصرفات النساء على إنها جنسية أكثر مما يقصدن. علاوة على ماسبق، فقد تُترجم  كلمة «لا» عندما يتعلق الأمر بالجنس إلى «تابع المحاولة» أو حتى إلى «نعم» من قبل الجناة. فيعتقد البعض أنه يجب أن تكون المرأة قد وافقت حتى عندما تكون الإصابات غير مرئية. وإذا طلب رجل ممارسة الجنس مع رجل آخر، فيمكن أن يعتبر المُطَارِد قَوي جنسيًا.

## الدوافع
تنص منظمة الصحة العالمية على أن الأسباب الأساسية التي تؤدي إلى العنف الجنسي على النساء ومن ضمنها الاغتصاب هي:
- الاعتقادات حول شرف الأسرة والنقاء الجنسي،
- سلوك الاستحقاق الجنسي للذكور،
- العقوبات القانونية الضعيفة إزاء العنف الجنسي.

لا يوجد تفسير واحد  حول الدافع للاغتصاب، بل ويمكن أن تكون الدوافع الكامنة للمغتصبين متعددة الأوجه. وتم اقتراح عدة دوافع: الغضب، السلطة، السادية، الإشباع الجنسي أو النظريات التطورية. على الرغم من ذلك، لدى بعض العوامل أدلة سببية مهمة تدعمها. فيرى عالم النفس الإكلينيكي الأمريكي ديفيد ليساك، مؤلف شارك في دراسة أجريت عام 2002 عن المغتصبين الذين لم يتم اكتشافهم، أنه مقارنة مع غير المغتصبين، فإن المغتصبون غير المكتشفين والمدانون أكثر غضبًا على النساء بل ومدفوعين مِن قِبل رغبة للهيمنة عليهن والسيطرة عليهن. حيث أن طبيعة هؤلاء المغتصبين أكثر اندفاعًا، فاضحة، معادية للمجتمع، فرطة الذكورة، وأقل تعاطفًا من غيرهم.
يُعتبر العدوان الجنسي غالبًا سمة ذكورية من سمات الرجولة في بعض مجموعات الذكور والذي يرتبط بشكل كبير في رغبة الذكر أن يكون في أعلى درجة من التقدير بين أقرانهم من الذكور. يرتبط السلوك العدواني الجنسي بين الشباب بعضوية العصابة أو الجماعة بالإضافة إلى وجود أقرانهم الجانحين الآخرين.
ينظر الجناة من الذكور غالبًا إلى الاغتصاب الجماعي كطريقة مبررة لإحباط أو معاقبة ما يعتبرونه سلوكًا غير أخلاقي بين النساء كارتداء التنانير القصيرة أو زيارة الحانات على سبيل المثال. ففي بعض المناطق في بابوا غينيا الجديدة، يُمكن معاقبة النساء عادةً بإذن من كبار السن عن طريق الاغتصاب الجماعي العلني.
علاوة على ما سبق، يستخدم الاغتصاب الجماعي  كطريقة للترابط بين الذكور. ويتضح هذا بشكل خاص بين الجنود حيث أن اغتصاب العصابات يمثل حوالي ثلاثة أرباع أو أكثر من الاغتصاب أثناء الحرب بينما يمثل اغتصاب العصابات أقل من ربع حالات الاغتصاب خلال وقت السلم. فيدفع القادة المجندين إلى الاغتصاب وعلى الرغم أن ارتكاب الاغتصاب يمكن أن يكون من المحرمات وغير قانوني، إلا إنه يبني الولاء بين المعنيين من المجندين. وينخرط جماعات المتمردين الذين أُجبروا على التجنيد بدلاً من المجندين طُوعًا بصورة أكبر في الاغتصاب لأنه يعتقد أن المجندون المتمردون يظهرون ولاءًا أقل للمجموعة. في بابوا غينيا الجديدة، تطلب عصابات المدن مثل عصابات راسكول غالبًا اغتصاب النساء كبادرة للانضمام.

## الآثار
كان أحد المقاييس التي استخدمتها منظمة الصحة العالمية لتحديد مدى شدة المعدلات العالمية للنشاط الجنسي القسري هو عن طريق طرح سؤال: «هل سبق أن تم إجبارك على ممارسة الإتصال الجنسي بدون رغبتك؟». فأدى طرح هذا السؤال إلى ردود فعل إيجابية أعلى من طرح السؤال بصيغة إذا ما تعرضوا للأذى أو الاغتصاب.
يصف تقرير منظمة الصحة العالمية عواقب الاعتداء الجنسي:
- اضطرابات أمراض النساء
- الاضطرابات التناسلية
- العجز الجنسي
- العقم
- مرض التهاب الحوض
- مضاعفات الحمل
- الإجهاض
- العجز الجنسي
- الإصابة بالأمراض المنقولة جنسيًا بما في ذلك فيروس نقص المناعة البشرية / الإيدز
- الوفيات الناجمة عن الإصابات
- زيادة خطر الانتحار
- الاكتئاب
- الألم المزمن
- الاضطرابات النفسية الجسدية
- الإجهاض غير الآمن
- الحمل غير المرغوب فيه[59]

### التأثير العاطفي والنفسي
كثيرًا ما قد لا يدرك الضحايا أن ما حدث لهم هو الاغتصاب. فقد يظل البعض منهم في حالة إنكار لسنوات بعد ذلك. يعد الارتباك حول ما إذا كانت تجربتهم تمس للاغتصاب أم لا أمرًا شائعًا خصوصًا لضحايا الاغتصاب بالإكراه النفسي. فقد لا تُعرف النساء ما حدث لهن كوقوع ضحية للاغتصاب لأسباب كثيرة منها: الشعور بالخجل والإحراج، التعريفات القانونية غير الموحدة، العزوف عن تعريف الصديق / الشريك بأنه مغتصب، أو لأنهن استوعبن مواقف اللوم على الضحية. حيث ينظر عامة الناس إلى هذه السلوكيات على أنها «غير بديهية أو منافية للمنطق والحدس»، وبالتالي، تعد السلوكيات دليلاً على كون المرأة غير شريفة.
فأثناء الاعتداء،  سيستجيب الشخص بالكر (المقاومة) أو الفر (الاختباء) أو السكون (عدم الحركة) أو الصراخ (يُسمى أحيانًا التزلف) أو الخضوع. قد يتفاعل الضحايا بطرق لم يتوقعوها.أما بعد الاغتصاب، قد يكونون غير مرتاحين / محبطين من ردود أفعالهم ولا يفهمونها. فيستجيب معظم الضحايا «بالسكون وعدم الحركة» أو يصبحون متوافقين ومتعاونين أثناء الاغتصاب. فتعد هذه استجابات شائعة للبقاء فيما يتعلق بجميع الثدييات. وهذا بدوره يمكن أن يربك الآخرين والشخص المُعتدى عليه. فيكون الافتراض أنه عندما يتعرض أن شخص ما للاغتصاب سيطلب المساعدة أو يقاوم. وبالطبع ستؤدي المقاومة إلى تمزق الملابس أو الإصابات.
يمكن أن يحدث انفصال للواقع أثناء الاعتداء. فقد تتفتت وتتجزأ الذكريات خاصة مباشرة بعد ذلك. وقد تقوى الذكريات مع الوقت والنوم. فالرجل أو الولد الذي قد تعرض للاغتصاب من الممكن أنه قد تم إثارته أو حتى قذف المني أثناء تعرضه للاغتصاب. وقد تختبر المرأة أو الفتاة النشوة الجنسية أثناء الاعتداء الجنسي. وهذا بدوره قد يعد مصدرًا للعار والارتباك بالنسبة لأولئك الذين يتعرضون للاعتداء والذين كانوا حولهم أيضًا.
قد تظهر أعراض الصدمة بعد سنوات من حدوث الاعتداء الجنسي. فبعد الاغتصاب مباشرة، قد يتفاعل الناجي ظاهريًا بعدة طرق مختلفة من التعبير عن ما حدث له إلى الانغلاق. وتشمل المشاعر الشائعة الضيق والقلق والعار والاكتئاب والعجز والشعور بالذنب. كذلك  يعد الإنكار مألوفًا.
في الأسابيع التالية للاغتصاب، قد يصاب الناجي بأعراض متلازمة الإجهاد اللاحق للصدمة والتي قد تتطور إلى مجموعة واسعة من الشكاوى النفسية الجسدية.: 310 فتتضمن هذه الأعراض إعادة تجربة الاغتصاب متجنبًا الأشياء التي ارتبطت بالاغتصاب، الشعور بالخدر، زيادة القلق والاستجابة الإجفالية. فتكون احتمالية الإصابة بأعراض حادة شديدة أعلى إذا كان الجاني المغتصب قد حبس الشخص أو قيده، إذا أعتقد الشخص الذي تعرض للاغتصاب بأن المغتصب سيقتله إذا كان الضحية صغير السن أو كبيرًا، وإذا كان المُغتَصِب يعرف الشخص الذي اعتدى عليه. إضافة لما سبق، تعد احتمالية حدوث أعراض حادة مستدامة أعلى إذا تجاهل الناس حول الناجين (أو كانوا يجهلون) الاغتصاب أو لاموا الناجين من الاغتصاب.
يتعافى معظم الناس من الاغتصاب في غضون ثلاثة إلى أربعة أشهر، ولكن يعاني الكثير منهم من اضطرابات ما بعد الصدمة المستمرة التي قد تنعكس في القلق أو الاكتئاب أو إساءة استعمال المواد المخدرة أو التهيج أو الغضب أو ذكريات الماضي أو الكوابيس. علاوة على ما سبق، قد يعاني الناجون من الاغتصاب من اضطراب قلق طويل الأمد، يصابون بمرض محدد من الرهاب أو أكثر، اضطراب اكتئاب حاد، وقد يواجهون صعوبات في استئناف حياتهم الاجتماعية وفي الأداء الجنسي. ويعتبر الأشخاص الذين تعرضوا للاغتصاب أكثر عرضة للانتحار.
يتعرض الرجال لتأثيرات نفسية مشابهة نتيجة الاغتصاب لكنهم أقل عرضة لطلب المشورة.
ويعد من الآثار الأخرى للاغتصاب والاعتداء الجنسي الإجهاد الناتج عن أولئك الذين يدرسون حالات الاغتصاب أو يقدمون المشورة للناجين. ويعُرف ذلك بالصدمة غير المباشرة.

### التأثير الجسدي
يمكن الاستدلال على حوادث الاغتصاب عن طريق  وجود أو عدم وجود إصابة جسدية. فأولئك الذين تعرضوا للاعتداء الجنسي ولكن ليس لديهم أي أذى جسدي قد يكونون أقل ميلاً إلى إبلاغ السلطات أو طلب الرعاية الصحية.
على الرغم من أن الاغتصاب الإيلاجي لا يشمل استخدام الواقي الذكري إلا أنه في بعض الحالات يتم استخدامه.
فيقلل استخدام الواقي الذكري بصورة كبيرة من احتمالية انتقال المرض وحدوث الحمل لكلا من الضحية والمغتصب. وتتضمن مبررات استخدام الواقي الذكري: تجنب الإصابة بالاتهابات أو الأمراض (خاصة فيروس نقص المناعة البشرية)، وخصوصًا في حالات اغتصاب المشتغلين بالجنس أو الاغتصاب الجماعي (لتجنب الإصابة بالالتهابات أو الأمراض من زملائهم المغتصبين)، القضاء على الأدلة، جعل عملية الملاحقة القضائية أكثر صعوبة (وإعطاء الشعور بالحصانة)، توفير مظهر الموافقة (في حالات اغتصاب من قبل المعارف)، والإثارة في التخطيط واستخدام الواقي الذكري باعتباره دعمًا مضافًا. ولا يعتبر عمومًا الاهتمام بالضحية عاملاً مهمًا.

### الأمراض المنقولة جنسيًا
يعاني أولئك الذين تعرضوا للاغتصاب من التهابات في الجهاز التناسلي نسبيًا أكثر من أولئك الذين لم يتعرضوا للاغتصاب. فيمكن لفيروس نقص المناعة البشرية أن ينتقل عن طريق الاغتصاب. يعرض مرض الإيدز الناتج عن الاغتصاب الناس لخطر الإصابة من مشاكل نفسية. فقد تؤدي الإصابة بفيروس نقص المناعة البشرية عن طريق الاغتصاب إلى سلوكيات تدفع إلى خطر تعاطي المخدرات عن طريق الحقن. وبالتالي، تزيد الإصابة بالعدوى المنقولة جنسيًا من خطر الإصابة بفيروس نقص المناعة البشرية. ويوجد ذاك الاعتقاد بأن ممارسة الجنس مع عذراء يمكن أن يشفي فيروس نقص المناعة البشرية / الإيدز في أجزاء من أفريقيا. وهذا بدوره يؤدي إلى اغتصاب الفتيات والنساء. يدعي الباحثان راشيل جيوكس وهيلين إبشتاين أن الاعتقاد بأن الأسطورة هي السبب وراء الإصابة بفيروس نقص المناعة البشرية أو الاعتداء الجنسي على الأطفال في جنوب إفريقيا.

### لوم الضحية والإيذاء الثانوي وغيره من سوء المعاملة
يؤدي تعامل المجتمع للضحايا إلى إمكانية تفاقم صدمتهم فأحيانًا يتم إلقاء اللوم على الأشخاص الذين تعرضوا للاغتصاب أو الاعتداء الجنسي بل ويعتبروا مسؤولين عن الجريمة. وهذا بالطبع يعكس فرضية العالم العادل وقبول أسطورة الاغتصاب بأنه قد شجعت بعض سلوكيات الضحية (مثل السُكر أو المغازلة أو ارتداء ملابس مثيرة جنسيًا) على الاغتصاب. وفي حالات كثيرة، يقال إن الضحايا  بأنفسهم «قد طلبوا ذلك» بسبب عدم مقاومتهم للاعتداء أو انتهاك توقعات الإناث. وقد أظهر مسح عالمي للسلوكيات إزاء العنف الجنسي والذي قام به المنتدى العالمي للبحوث الصحية أن مفهوم لوم الضحية مقبول على الأقل جزئيًا في العديد من البلدان.
ويُعتقد أحيانًا بأن النساء اللواتي تعرضن للاغتصاب قد قُمن وتصرفن بسلوك غير لائق. وعادة في هذه الثقافات، يوجد فجوة اجتماعية كبيرة بين الحريات والمكانة الممنوحة للرجال والنساء.
«يُلام الضحايا أكثر عندما يقاومن الهجوم في وقت لاحق في مواجهة الاغتصاب وليس في وقت أبكر (كوبر، 1996)، والذي بدوره يُشير إلى الصورة النمطية بأن هؤلاء النساء يخوضن مقاومة رمزية (مالاموث & براون، 1994؛ ميوهلينهارد & روجرز، 1998) أو قيادة الرجل حيث أن الضحايا قد مروا بهذه التجربة الجنسية حتى هذا الحد. وأخيرًا، يتم لوم ضحايا الاغتصاب عندما يتعرضن له من قبل أحد المعارف أو شخص قمت بمواعدته بدلاً من شخص غريب (مثل بل، كوريلوف & لوتس، 1994؛ بريدجز، 1991؛ بريدجز &ماكجر آيل، 1989؛ تشيك & مالاموث، 1983؛ كانيكار، شاهيروالا، فرانكو، كينجو،& بينتو، 1991؛ Lلارماند & بيبيتون، 1982؛ تيتريالوت & برانيت، 1987)، والذي بدوره يستحضر الصورة النمطية والتي هي أن الضحايا يريدون بالفعل ممارسة الجنس لأنهم يعرفون مهاجمهم وربما خرجوا معه في موعد معه. وتعد الرسالة الأساسية لهذا البحث أنه يكون الضحايا معرضين للوم عند وجود عناصر نمطية معينة في حالات الاغتصاب».
يقول المعلقون: «قد يصدق الأفراد أساطير الاغتصاب وفي الوقت نفسه يتعرفون على آثاره السلبية». يمكن أن يلعب عدد من القوالب النمطية للأدوار الاجتماعية دورًا في تبرير الاغتصاب. وتشمل هذه الفكرة أن السلطة مقصورة على الرجال في حين أن النساء فقط يهدفن للجنس ويخضعن له ويتم معاملتهن كأشياء، أن النساء يرغبن في ممارسة الجنس بالإكراه والدفع بهن نحوه، وأن لا يمكن السيطرة على الدوافع والسلوكيات الجنسية للذكور بل ويجب أن يتم إشباعها وإرضائها.
فيما يتعلق بالإناث، يرتبط لوم الضحية بالخوف. فيلوم العديد من ضحايا الاغتصاب أنفسهن. فقد تنظر المحلفات إلى المرأة على منصة الشاهد وتعتقد أنها فعلت شيئًا ما لجذب المدعى عليه. في الثقافة الصينية، يرتبط لوم الضحية غالبًا بجريمة الاغتصاب حيث يُتوقع من النساء مقاومة الاغتصاب باستخدام القوة البدنية. وبالتالي، إذا وقع اغتصاب ما، فإنه يعتبر جزئيًا خطأ المرأة على الأقل بل ويتم التشكيك في فضائلها.

### جرائم الشرف والزواج القسري
في العديد من الثقافات، يتعرض ضحايا الاغتصاب لخطر كبير في التعرض لعنف إضافي أو تهديدات بالعنف بعد الاغتصاب. يمكن أن يرتكبها المغتصب أو الأصدقاء أو أقارب المغتصب. ويمكن أن يكون هدفها منع الضحية من الإبلاغ عن واقعة الاغتصاب. بل وتوجد أسباب أخرى لهذه التهديدات تجاه الضحايا كمعاقبتهم على الإبلاغ عنها، أو إجبارهم على سحب الشكوى. وقد يرغب أقرباء الشخص الذي تعرض للاغتصاب في منع «جلب العار» للعائلة وقد يهددون الضحايا أيضًا. ويكون هكذا الحال بصفة خاصة في الثقافات التي تكون فيها عذرية الإناث ذات قيمة عالية وتعتبر إلزامية قبل الزواج بل وفي الحالات القصوى  يتم قتل ضحايا الاغتصاب فيما يعرف جرائم الشرف.

## العلاج
في الولايات المتحدة الأمريكية تشمل حقوق الضحايا تقديم المشورة الطبية والقانونية من محامي الدفاع للضحايا في كل خطوة من الخطوات لضمان حساسية الضحايا، وتقديم الدعم العاطفي والحد من خطر الإصابة مرة أخرى. يقوم مقدموا الخدمات الطبية ورجال الأمن بإبلاغ ذلك على الفور إلى الضحايا الذين تعرضوا للاغتصاب أو الاعتداء الجنسي، ويمكن أن تحصل الضحية على الفحص الطبي فورا في قسم الطوارئ إذا كان هناك ممرضات ومسؤلي فحص شرعي مؤهلين للتعامل مع تلك الحالات وجمع الأدلة مع التركيز على السرعة وضمان الخصوصية لمنع المرضى من إيذاء أنفسهن.

### الإصابات غير التناسلية
الفحص البدني

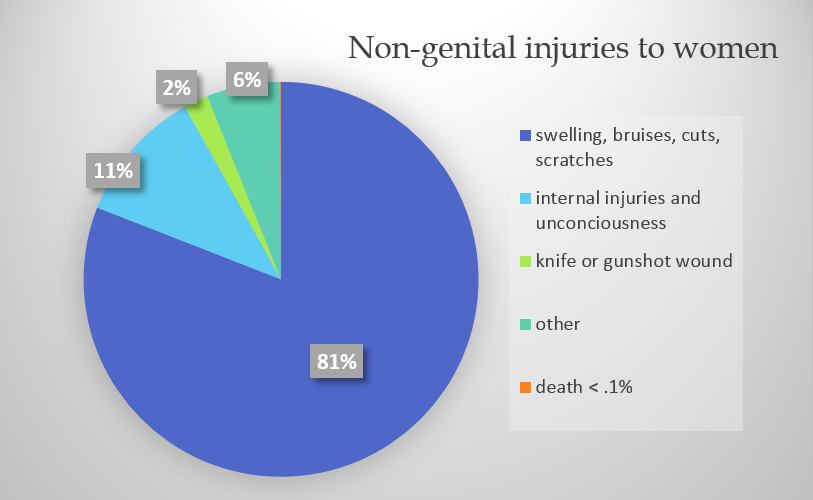
الإصابات غير التناسلية للنساء اللاتي تعرضن لاعتداءات جنسية

كثير من الذين يتم الاعتداء عليهم جنسيا لا تكون إصابتهم الجسدية إصابات خطيرة، أولا يتم فحص الجسم طبيا بالكامل بمساعدة طاقم الطوارئ الطبي بالمستشفى وهذا الطقم يجب أن يكون مدرب على استخدام البروتكول الطبي في الفحص الجسدي وضمان الخصوصية في الفحص الطبي. ويجب أخذ الموافقة أولا قبل الفحص من المعتدي عليهم ماعادا إذا كانو فاقدين الوعي أو مخمورين أو ليس لديهم القدرة العقلية لإعطاء الموافقة. الأولوية في الفحص تكون للأعضاء المصابة التي يمكنها أن تهدد حياة المريض ومن ثم فحص كامل للجسم ويشمل العضلات والأسنان المكسورة والتورم والكدمات والجروح والخدشات، وأحيانا قد تحتاج الضحية إلى علاج لضربات الرصاص أو الطعن وإذا تم العثور على عضات أو تآكل في أجزاء الجسم يتم استخدام التطعيم المناسب.
التحاليل التشخيصية
بعد الفحص العام وعلاج الإصابات الخطيرة قد يشمل الفحص الإضافي استخدام تحاليل تشخيصية إضافية مثل الأشعة السينية أو التصوير المقطعي أو التصوير بالرنين المغناطيسي وتحليل الدم. يتم تحديد وجود العدوى عن طريق أخذ عينات من سوائل الجسم من الفم والحلق والمهبل والشرج.
عينات الطب الشرعي
للضحايا الحق في رفض جمع الأدلة أو أخذ عينات الطب الشرعي. يستمر فحص الطب الشرعي جنبًا إلى جنب مع جمع الأدلة التي يمكن استخدامها لتحديد وتوثيق الإصابات. يتم جمع الأدلة فقط بالموافقة الكاملة للمريض أومقدمي الرعاية للمريض. قد يطلب الموظفون صوراً للإصابات في هذه المرحلة من العلاج، إذا لم يتم طلب محام من الضحايا في وقت سابق يتم إتاحة الفرصة لموظفي الدعم الاجتماعي ذوي الخبرة للمريض والأسرة.
إذا وافق المريض أو مقدمو الرعاية (الوالدين عادة)، فإن الفريق الطبي يستخدم أخذ العينات والاختبار الموحد، عادةً ما يشار إلى مجموعة أدلة الطب الشرعي أو «مجموعة الاغتصاب». يتم إخطار المريض أن الخضوع لاستخدام مجموعة الاغتصاب لا يلزمهم بتقديم تهم جنائية ضد الجاني. لا يشجع المريض على الاستحمام أو الاغتسال لغرض الحصول على عينات من شعره.
يفضل أن تاخذ العينات في خلال ال 72 ساعة الأولى بعد الاعتداء حتى تكون العينات صالحة وسليمة وكلما تم الحصول على عينات بعد الهجوم مبكرا زاد احتمال وجود دليل في العينة وتقديم نتائج صالحة. أثناء الفحص الطبي يتم تقييم أدلة الإفرازات الجسدية. يمكن اكتشاف السائل المنوي المجفف الموجود على الملابس والجلد باستخدام مصباح الفلورسنت. سيتم إرفاق ملاحظات لتلك العناصر التي تم العثور عليها السائل المنوي. تم وضع علامة على هذه العينات، ووضعها في كيس ورقي ويتم تحديدها لتحليلها لاحقًا لوجود مولد المضاد المنوي للحويصلة المنوية.
يتم جمع الأدلة وتوقيعها وحفظها في مكان آمن لضمان الحفاظ على إجراءات الأدلة القانونية. يُعرف هذا الإجراء الذي يتم رصده بعناية لجمع الأدلة وحفظها بسلسلة الأدلة. يسمح الحفاظ بسلسلة الأدلة من الفحص الطبي والاختبار وأخذ عينات الأنسجة من أصل المجموعة إلى المحكمة بقبول نتائج أخذ العينات كدليل. وغالبا ما يستخدم استخدام التصوير الفوتوغرافي للتوثيق.

### ما بعد الفحص
بعض الآثار الجسدية للاغتصاب لا تكون واضحة على الفور، تقوم فحوصات المتابعة أيضًا بفحص المريض الذي يشعر بالصداع والتعب واضطرابات نمط النوم والتهيج الهضمي وآلام الحوض المزمنة وآلام الحيض أوعدم انتظامه ومرض التهاب الحوض والخلل الوظيفي الجنسي وضيق ما قبل الحيض والألم الليفي العضلي وحرقان المهبل أثناء التبول والألم المهبلي العام.
توصي منظمة الصحة العالمية بتوفير إمكانية الوصول الفورية إلى أدوية منع الحمل الطارئة التي يمكن أن تقلل بشكل كبير من خطر الحمل غير المرغوب فيه إذا استخدمت في غضون 5 أيام من الاغتصاب، تشير النسب إلى أن حوالي 5% من عمليات الاغتصاب تؤدي إلى الحمل؛ عندما يؤدي الاغتصاب إلى الحمل يمكن استخدام حبوب الإجهاض بأمان وفعالية لإنهاء الحمل لمدة تصل إلى 10 أسابيع من فترة الحيض الأخيرة في الولايات المتحدة، يوفر التمويل الفيدرالي لتغطية تكاليف خدمات الإجهاض بالنسبة إلى حالات الحمل التي تحدث نتيجة للاغتصاب، وحتى في الولايات التي لا يتم تقديم تمويلًا عامًا لخدمات الإجهاض.

### الفحص التناسلي
لا ينصح بفحص الحوض الداخلي للفتيات غير الناضجات جنسياً أو قبل سن الرشد بسبب احتمال عدم وجود إصابات داخلية في هذه الفئة العمرية. قد يوصى بإجراء فحص داخلي إذا لوحظ إفراز دموي كبير، يتم إجراء فحص كامل للحوض (الشرج أو المهبل). يتم إجراء فحص في منطقة الفم إذا كانت هناك إصابات في الفم أوالأسنان أواللثة أوالبلعوم. رغم أن المريض قد لا يكون لديه أي شكاوى حول علامات الألم التناسلي من الصدمة لا يزال من الممكن تقييمها. قبل الفحص البدني والتناسلي الكامل، يُطلب من المريض خلع ملابسه، ويقف على ورقة بيضاء تجمع أي حطام قد يكون في الملابس. يتم جمع وتغليف الملابس وملاءة السرير إن وجدت بشكل صحيح مع عينات أخرى يمكن إزالتها من جسم المريض أوملابسه. يتم جمع عينات من الألياف والطين والشعر والأوراق إذا كانت موجودة. يتم جمع عينات من السوائل لتحديد وجود لعاب الجاني والمني الذي قد يكون موجود في فم المريض أو المهبل أو المستقيم. في بعض الأحيان قد تخدش الضحية مرتكب الجريمة دفاعًا عن نفسها ويمكن جمع كشطات الأظافر.
يمكن أن تكون الإصابات في المناطق التناسلية عبارة عن تورم وجروح وكدمات. الإصابات التناسلية الشائعة هي الإصابات الشرجية، والجروح الشفوية وكدمات غشاء البكارة، قد تكون الكدمات والسوائل والجروح والتهابات وجروح مرئية. إذا تم استخدام جسم غريب أثناء الهجوم، فإن تصوير الأشعة السينية سوف يحددها. تعد الإصابات التناسلية أكثر انتشارًا عند النساء بعد انقطاع الطمث والفتيات قبل سن البلوغ. يمكن تصور الإصابات الداخلية لعنق الرحم والمهبل باستخدام المنظار المهبلي. استخدام المنظار المهبلي زاد من اكتشاف الصدمة الداخلية من ستة في المئة إلى ثلاثة وخمسين في المئة. تختلف الإصابات التناسلية للأطفال الذين تعرضوا للاغتصاب أو للاعتداء الجنسي من حيث أن الإساءة قد تكون مستمرة أو حدثت في الماضي بعد شفاء الإصابات، والخدوش هي إحدى علامات الاعتداء الجنسي على الأطفال.

### العدوى
لا يمكن تأكيد وجود عدوى إصابة بعد الاغتصاب لأنه لا يمكن اكتشافها إلا بعد 72 ساعة. قد يكون الشخص الذي تعرض للاغتصاب بالفعل مصابًا بالتهابات بكتيرية وفيروسية وغيرها من الأمراض، وإذا تم تشخيصه فسيتم علاجه. قد يتم العلاج بالمضادات الحيوية الوقائية لالتهاب المهبل والسيلان وداء المشعرات والكلاميديا. تعد الالتهابات الكلاميديا والنيسرية البنية في النساء مصدر قلق خاص بسبب احتمال الإصابة بالعدوى. غالبًا ما يتم التطعيم ضد التهاب الكبد B بعد بدء العلاج الوقائي، يتم إجراء مزيد من الاختبارات لتحديد العلاجات الأخرى التي قد تكون ضرورية للأمراض الأخرى التي تنتقل خلال الاعتداء.
يعد انتقال فيروس نقص المناعة البشرية HIV في كثير من الأحيان مصدر قلق كبير للمريض. لا يتم إعطاء العلاج الوقائي لفيروس نقص المناعة البشرية بالضرورة. العلاج الروتيني لفيروس نقص المناعة البشرية بعد الاغتصاب أو الاعتداء الجنسي مثير للجدل بسبب انخفاض خطر الإصابة بعد اعتداء جنسي واحد. ويقدر انتقال فيروس نقص المناعة البشرية بعد التعرض لممارسة الجنس الشرجي اختراقي بنسبة 0.5 إلى 3.2 في المائة، انتقال فيروس نقص المناعة البشرية بعد تعرض واحد للجماع المهبلي اختراق هو 0.05 إلى 0.15 في المئة. يمكن أيضًا أن ينتقل فيروس نقص المناعة البشري عن طريق الفم ولكنه يعتبر نادرًا. توصيات أخرى هي أن يعامل المريض بشكل وقائي من فيروس نقص المناعة البشرية إذا تبين أن الجاني مصاب.
في حالات العدوى البكتيرية قد يكون فشل العلاج بسبب ظهور سلالات مقاومة للمضادات الحيوية.

### الإصابات النفسية
يمكن أن تكون العواقب النفسية والعاطفية واضحة بعد الاغتصاب مباشرة وقد يكون من الضروري علاجها في وقت مبكر جدًا من الفحص والعلاج. قد لا تصبح الاضطرابات العاطفية والنفسية الأخرى القابلة للعلاج واضحة إلا بعد فترة قصيرة من الاغتصاب. يمكن أن يكون ذلك اضطرابات الأكل والقلق والخوف والأفكار المتطفلة والخوف من الحشود وتجنب الغضب والاكتئاب والانهزامية واضطرابات ما بعد الصدمة شديدة الاضطراب والاضطرابات الجنسية (بما في ذلك الخوف من الانخراط في النشاط الجنسي) واضطرابات المزاج والتفكير الانتحاري واضطراب الشخصية الحدية والكوابيس والخوف من المواقف التي تذكر المريض بالاغتصاب والخوف من أن يكون وحيدا، والإثارة والتنميل وضعف الاستجابة العاطفية. يمكن للضحايا تلقي المساعدة باستخدام خط هاتفي ساخن أو مشورة أو إعادة تأهيل يعد التعافي من الاعتداء الجنسي مفهومًا معقدًا ومثيرًا للجدل، ولكن مجموعات الدعم التي عادةً ما تصل إليها المنظمات متاحة للمساعدة في التحسن. غالبًا ما تطلب الضحية الاستشارة المهنية والعلاج المستمر من قبل مقدمي الرعاية الصحية المدربين.
يوجد أطباء مدربون تدريباً خاصاً على علاج أولئك الذين تعرضوا للاغتصاب والاعتداء الجنسي أوالاعتداء الجنسي وحده. يمكن أن يكون العلاج طويلًا وصعبًا على كل من المستشار والمريض. توجد العديد من خيارات العلاج وتختلف حسب إمكانية الوصول أو التكلفة أو ما إذا كانت هناك تغطية تأمينية للعلاج أم لا. يختلف العلاج أيضًا اعتمادًا على خبرة المستشار - حيث يتمتع البعض بمزيد من الخبرة أو تخصص في علاج الصدمات الجنسية والاغتصاب. لتكون أكثر فاعلية يجب وضع خطة علاجية بناءً على مدى تأثر المريض وليس بالضرورة بناءً على درجة التجربة المؤلمة. تأخذ خطة العلاج الفعالة في الاعتبار ما يلي: الضغوطات الحالية ومهارات المواجهة، والصحة البدنية والصراعات الشخصية ودرجة احترام الذات، وقضايا الأسرة وإشراك الوصي ووجود أعراض الصحة العقلية. تختلف درجة نجاح العلاج النفسي على حسب الألفاظ المستخدمة في العلاج فمثلا الفرق بين ضحية اغتصاب والناجية من الاغتصاب لوصف هوية النساء اللاتي تعرضن للاعتداء الجنسي.
غالبًا ما يُطلب من مرتكب الجريمة الذي أدانته المحكمة تلقي العلاج. هناك العديد من الخيارات للعلاج بعضها أكثر نجاحًا من غيرها. العوامل النفسية التي حفزت الجاني المدان معقدة، لكن العلاج لا يزال فعالاً. يقوم الطبيب عادةً بتقييم الاضطرابات الموجودة حاليًا في الجاني. يمكن أن يساعد التحقيق في نشأة الجاني في شرح أصل السلوك التعسفي الذي حدث في المقام الأول. الغرض من العلاج النفسي والعاطفي هو تحديد تنبئ العودة، أو احتمال ارتكاب الجاني للاغتصاب مرة أخرى. في بعض الحالات تم تحديد تشوهات عصبية لدى الجناة، وفي بعض الحالات عانوا من الصدمات السابقة. يمكن أن يكون المراهقون وغيرهم من الأطفال مرتكبي الاغتصاب، رغم أن هذا غير شائع. في هذه الحالة يتم عادة إجراء المشورة والتقييم المناسبين.
قد يساعد العلاج قصير الأجل مع البنزوديازيبينات في القلق (على الرغم من أنه يوصى بالحذر في استخدام هذه الأدوية لأن الأشخاص قد يصبحون مدمنين ويصابون بأعراض انسحاب بعد الاستخدام المنتظم) وقد تكون مضادات الاكتئاب مفيدة لأعراض اضطراب ما بعد الصدمة والاكتئاب وذعر الهجمات.

## الوقاية
نظرًا لأن العنف الجنسي يؤثر على جميع أجزاء المجتمع؛ فإن الاستجابة للعنف الجنسي شاملة. يمكن تصنيف الاستجابات كـردود فعل فردية واستجابات الرعاية الصحية والجهود المجتمعية والإجراءات لمنع أشكال العنف الجنسي الأخرى.
قد يتم منع الاعتداء الجنسي من خلال المدارس الثانوية، والكلية وبرامج التعليم في مكان العمل. نتج برنامج واحد على الأقل من رجال المنظمات الأخوية «تغييرًا سلوكيًا مستدامًا» فيما يتعلق بالاعتداء الجنسي في الحرم الجامعي أبلغ ما يقرب من ثلثي الطلاب عن معرفة ضحايا الاغتصاب وأفاد أكثر من نصفهم أنهم يعرفون مرتكبي الاعتداء الجنسي في دراسة واحدة؛ أفاد واحد من كل عشرة بأنه كان يعرف ضحية الاغتصاب وحوالي واحد من كل أربعة أبلغ عن معرفة ضحية للاغتصاب تحت تأثير الكحول.

## الإحصائيات

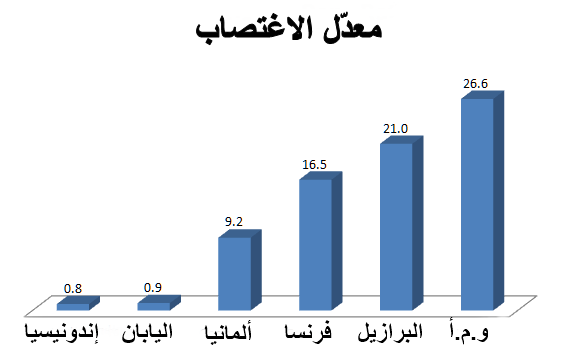
تقرير مكتب الأمم المتحدة المعني بالمخدرات والجريمة عن حالات الاغتصاب التي تم التبليغ عنها.

### عالميا
يجد مكتب الأمم المتحدة المعني بالمخدرات والجريمة (UNODC) أن الجريمة الدولية في مجال الإحصاء والعدالة تجد أن معظم ضحايا الاغتصاب في جميع أنحاء العالم هم من النساء ومعظم الجناة من الذكور. نادراً ما يتم الإبلاغ للشرطة عن عمليات الاغتصاب ضد النساء، رغم أن عدد ضحايا الاغتصاب من الإناث لا يُستهان به كثيرًا. أفادت جنوب إفريقيا وأوقيانوسيا وأمريكا الشمالية بأعلى عدد من حالات الاغتصاب.
معظم الاغتصاب يرتكبه شخص تعرفه الضحية. على النقيض من ذلك فإن الاغتصاب الذي يرتكبه غرباء غير شائع نسبيًا. تشير الإحصاءات التي أبلغت عنها الشبكة الوطنية للاغتصاب (RAINN) إلى أن 7 من أصل 10 حالات اعتداء جنسي يكون مرتكب الجريمة معروفًا للضحية.
تدعي منظمة الأنباء الإنسانية (إيرين) أن ما يقدر بـ 500000 حالة اغتصاب يتم ارتكابها سنويًا في جنوب إفريقيا كانت تسمى «عاصمة الاغتصاب في العالم». يوجد في البلاد بعض من أعلى حالات الاعتداء الجنسي على الأطفال في العالم مع وجود المزيد من حالات الاغتصاب. أكثر من 67000 حالة اغتصاب واعتداءات جنسية ضد أطفال تم الإبلاغ عنها في عام 2000، مع اعتقاد مجموعات الرعاية الاجتماعية أن الحوادث غير المبلغ عنها قد تصل إلى 10 أضعاف. تشير البيانات الحالية إلى أن حالات الاغتصاب ارتفعت بشكل كبير في الهند.
تقتصر معظم الأبحاث حول الاغتصاب وتقارير الاغتصاب على أشكال الاغتصاب بين الذكور والإناث. البحث عن الاغتصاب من الذكور على الذكور والإناث على الذكور أمر نادر الحدوث. تم الإبلاغ عن أقل من واحد من كل عشر حالات اغتصاب ذكور. كمجموعة غالباً ما يحصل الذكور الذين تعرضوا للاغتصاب من قبل أي من الجنسين على القليل من الخدمات والدعم وغالباً ما تكون النظم القانونية غير مجهزة للتعامل مع هذا النوع من الجرائم. الحالات التي يكون فيها مرتكب الجريمة من الإناث، ليست واضحة وتؤدي إلى إنكار دور المرأة في الاعتداء الجنسي وهذا يمكن أن يحجب أبعاد المشكلة. تشير الأبحاث أيضًا إلى أن الرجال الذين لديهم أقران جنسيًا لديهم فرصة أكبر للإبلاغ عن الجماع القسري خارج دوائر العصابات أكثر من الرجال دون أقران جنسيين.

## المقاضاة

### الإبلاغ
في عام 2005 اعتبر العنف الجنسي والاغتصاب على وجه الخصوص أكثر جرائم العنف التي يتم الإبلاغ عنها في بريطانيا العظمى. عدد حالات الاغتصاب المبلغ عنها في بريطانيا العظمى أقل من كل من معدلات الإصابة والانتشار. قد لا يتم تصديق الضحايا الذين لا يتصرفون بطريقة نمطية أو معتادة، كما حدث في حالة امرأة في واشنطن تعرضت للاغتصاب في عام 2008 وسحبت تقريرها بعد مواجهة شكوك من جانب الشرطة. استمر مغتصبها في الاعتداء على العديد من النساء قبل التعرف عليهن.
المتطلبات القانونية للإبلاغ عن الاغتصاب تختلف باختلاف الولاية القضائية - قد يكون لكل ولاية أمريكية متطلبات مختلفة، نيوزيلندا لها حدود أقل صرامة. في إيطاليا وجدت دراسة استقصائية أجراها المعهد الوطني للإحصاء عام 2006 بشأن العنف الجنسي ضد المرأة أن 91.6 في المائة من النساء اللائي عانين من الاغتصاب لم يبلغن الشرطة به.

### الإدانات

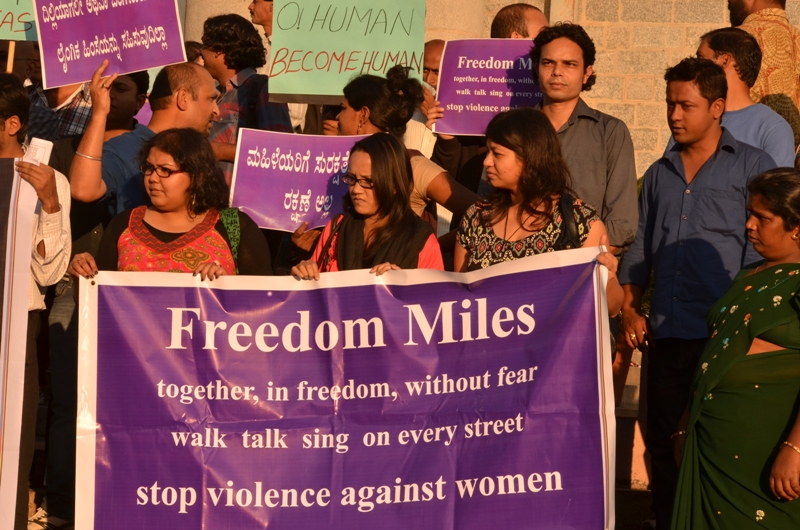
احتجاجات على الاغتصاب الجماعي في دلهي

في المملكة المتحدة كان معدل الإدانة 33 ٪  في 1970، في حين أن معدل الإدانة في حالة الاغتصاب في المملكة المتحدة في انخفض إلى 24% في 1985 واستمر في الانخفاض حتى وصل إلى 5% في عام 2004، وذكرت تقارير الحكومة في ذلك الوقت أن حجم حالات الاغتصاب الطبيعية التي أبلغت عنها في زيادة سنة بعد سنة وتعهد بمعالجة “ الفجوة قضائية ”.
وطبقا لمنظمة العفو الدولية فإن معدل الإدانة للاغتصاب في أيرلندا هو أدنى معدل في بلد أوروبي حيث بلغ 1% في 2003، في الولايات المتحدة في 2012 اختلفت معدلات الإدانة بين النساء من مختلف الأعراق اختلافا كبيرا؛ فكان معدل الإدانة في حالة الإبلاغ من النساء الأمريكيات من أصل هندي 13٪، مقارنة بنسب 35% للنساء السود و32% في حالة النساء بيض البشرة.
التحيز القضائي الناجم عن أساطير الاغتصاب والأفكار المسبقة عن الاغتصاب هو مشكلة بارزة في إدانة الاغتصاب، ولكن حملات الاحتجاجات الواسعة يمكن استخدامها لكبح جماح هذا النوع من التحيز.

## الادعاء الكاذب
ادعاءات الاغتصاب غير الصحيحة تشير إلى الإبلاغ عن اغتصاب بالرغم من عدم حدوث ذلك، من الصعب تقييم معدل انتشار الاغتصاب الكاذب، ولكن العلماء عموما يعتقدون أن تهمة الاغتصاب الزائف تمثل من 2 إلى 10% من حالات الإبلاغ.، في معظم الحالات الاتهامات الكاذبة لا تشير إلى مشتبه به محدد. وفي دراسة نشرت في مجلة العنف ضد المرأة من قبل ديفيد ليساك ولوري غاردنر والباحثين الآخرين وجدت أن هناك حالات 5.9% من الحالات قد تكون كاذبة.
تم تصنيف ثمانية في المئة من 2,643 حالة اعتداء جنسي على أنها تقارير كاذبة من قبل الشرطة في دراسة واحدة. وأشار الباحثون إلى أن الكثير من هذه التصنيفات كانت تستند إلى الأحكام الشخصية والتحيزات التي يقوم بها محققو الشرطة وتم انتهاك معايير رسمية لإثبات الادعاء الكاذب. أدى التحليل الأوثق لهذه الفئة الذي يطبق قواعد وزارة الداخلية لإثبات ادعاء كاذب، والذي يتطلب «أسباب إثبات قوية» لادعاء كاذب أو تراجع «واضح وموثوق» من قبل صاحب الشكوى إلى خفض نسبة التقارير الكاذبة إلى 3٪. وخلص الباحثون إلى أنه «لا يمكن للمرء أن يأخذ جميع تسميات الشرطة بالقيمة الإسمية» وأن «هذا تقدير مبالغ فيه لمدى الادعاءات الكاذبة من جانب كل من ضباط الشرطة والمدعين العموم».
تقرير مكتب التحقيقات الفدرالي وضع أرقام عن ادعاءات الاغتصاب التي لا أساس لها من الصحة تصل إلى 2%؛ معدل الاغتصاب غير المبرر أعلى من أي جريمة أخرى إذا كان هناك أي أدلة مادية أو ادعاءات كاذبة، بروس غروس وهو طبيب شرعي وصف ذلك بأنه بلا معنى، وقال أنه قد لا يكون هناك أي دليل مادي أو أي ضرر جسدي على الضحية المزعومة.
أجريت دراسة أخرى واسعة النطاق في أستراليا حيث تم الإبلاغ عن 850 حالة اغتصاب لشرطة فيكتوريا بين عامي 2000 و2003؛ باستخدام كل من الأساليب الكمية والنوعية فحص الباحثون 812 حالة ووجدوا أن 15.1% من الشكاوى تم سحبها، وتم تصنيف 46.4% منها «لا يوجد إجراء شرطة آخر»، و2.1% من المجموع تم تصنيفها «بشكل واضح» من قبل الشرطة على أنها تقارير كاذبة. لاحظ الباحثون أنه عندما وجدت الشرطة أن القضية هي ادعاء كاذب ولكن لا ترغب في متابعة التهم الموجهة إلى المتهم، فقد اعتبروها «لا يوجد إجراء شرطة آخر» بدلاً من ذلك. ثم تم اتهام أو تهديد جميع هؤلاء المشتكين بتهمة تقديم تقرير كاذب من الشرطة.
حللت النيابة العامة (CPS) كل شكوى بشأن الاغتصاب تم تقديمها على مدار فترة 17 شهرًا ووجدت أن "الإشارة إلى أنه من النادر جدًا أن يقوم المشتبه فيه عن قصد بتقديم ادعاء كاذب بالاغتصاب أوعنف منزلي بهدف الخبث فقط.

## التاريخ

### تعريفات وتقييمات القوانين
لدي كل المجتمعات-تقريبًا- مفهوم عن جريمة الاغتصاب. رغم أن ما شكّل الجريمة قد تغيّر بمرور الوقت وتغير الثقافة، إلا أن التعريفات كانت تميل إلى التركيز علي فعل تتم فيه علاقة جنسية ترتكب خلال عنف جسدي أو خطر وشيك بالموت أو إصابة جسمانية بالغة من رجل تجاه امرأة أو فتاة ليست زوجته.
الركن المادي في هذه الجريمة هو الإيلاج الكامل. الطريقة التي تم تصور النشاط الجنسي بها في الكثير من المجتمعات رفضت فكرة أنه من الممكن أن تُرغِم امرأة رجلاً علي إقامة علاقة معها، تُري النساء غالباً علي أنهن سلبيات، بينما يُري الرجال علي أنهم حازمون وعنيفين.
وجدت قوانين الاغتصاب لحماية البنات العذاري من الاغتصاب. في هذه الحالات يُنظر لاغتصاب المرأة علي أنه اعتداء علي ميراث أبيها لأنها كانت ضمن ممتلكاته، وفقْد المرأة عذريتها قبل زواجها يقلل من قيمتها، إذا كانت المرأة متزوجة يكون الاغتصاب اعتداء علي الزوج لأنه انتهاك لممتلكاته. ويعاقب المغتصب بالغرامة أو العقوبة القاسية. كان بإمكان الأب أن يحتفظ بزوجة المغتصب أو أن يرغمه علي الزواج بإبنته. لم يكن ممكناً أن يُتهَم الرجل باغتصاب زوجته طالما أنها من ممتلكاته، لذلك كان الاغتصاب الزوجي مشروعاً. كتب الكاتب ويتي توم "علي النقيض اغتصاب امرأة واحدة ليس لها علاقة قوية بأب أو زوج لا يكون بالأمر الجلل." يمكن لحادث الخروج من تعريف الاغتصاب، بسبب العلاقة بين الأطراف كالزواج أو بسبب خلفية الضحية. في العديد من الثقافات الإجبار علي ممارسة علاقة مع عاهرة أو أمة أو عدوة حرب أو واحدة من أقلية عرقية.. إلخ، لم يعد اغتصابًا.
من العصور الكلاسيكية القديمة لليونان وروما لعصر الاستعمار، كان الاغتصاب مع الحرق عمدًا أوالخيانة أو القتل يعتبروا جناية. «يتعرض مرتكبو جريمة الاغتصاب لمدي واسع من عقوبات الإعدام التي بدت وحشية دامية في الغالب، وفي بعض الأوقات دراماتيكية.» في القرن الواحد والعشرين كان لأقرباء الضحية إمكانية تنفيذ الحكم بأنفسهم.
في إنجلترا في بداية القرن الرابع عشر كان من المتوقع من ضحية الاغتصاب أن تقتلع عينا الجاني أو تقوم بإخصائه.
رغم قسوة هذه القوانين إلا أن العقوبات الفعلية كانت غالباً أقل حدة بكثير: في أواخر القرون الوسطى في أوروبا، كانت القضايا التي تخص اغتصاب النساء الصالحات للزواج أوالزوجات أوالأرامل والنساء من الطبقات الأدني نادرًا ما يتم النظر فيها، وغالباً ما تنتهي بغرامة مالية فقط أو بزواج الضحية بالمغتصب.
في اليونان وروما قديمًا كانت فكرة اغتصاب رجل لمرأة أو رجل لرجل موجودة. شرعت القوانين الرومانية ثلاث عقوبات مختلفة للجريمة: الاغتصاب، إقامة علاقة غير مصرح بها بالقوة (والتي في وقت سابق شملت الزنا)، الاعتداء الجسدي الناتج عن رغبة جنسية جامحة وغضب شديد، عقوبة عامة تشير إلى أي نوع من الاعتداء علي شخص.
كان الاغتصاب وإقامة علاقة بالقوة تهم جنائية عامة من الممكن أن ترفع للمحكمة عندما تكون الضحية امرأة أو طفل من كلا الجنسين، وذلك فقط إذا كانت الضحية مواطنة رومانية حرة ونجحت في الحصول علي حكم بالإعدام أو النفي خارج البلاد.
كان (الأنوريا) حكم مدني يتطلب تعويض مالي، وله تطبيق أوسع (مثلاً: كان من الممكن تطبيقه علي قضية عنف جنسي علي أمة من شخص غير سيدها.)
شرّع أغسطس قيصر إصلاحات لجريمة الاغتصاب تحت «قانون لوليا» الذي يحمل اسم عائلته «لوليا». كانت روما قد لاحقت هذه الجريمة قضائياً تحت هذا القانون بدلاً من قانون الزنا في «قوانين لوليا» الخاصة بالزنا. اعتبر الاغتصاب جريمة في حق المجتمع بواسطة الإمبراطور الروماني قسطنطين.
علي عكس المفهوم الحديث للموضوع، رسم الرومانيون فروق واضحة بين الشريكين الإيجابي«الفاعل» والسلبي«المفعول به». وتضمنت كل تلك الإتهامات إيلاجًا باستخدام العنف. ليس واضحاً أياً من هذه الإتهامات (إن وجد) طبق علي الاعتداء علي ذكر بالغ، رغم أن الاعتداء كهذا علي مواطن سيري علي أنه إهانة شديدة.
في الثقافة الرومانية لا يستطيع المواطن الذكر الموافقة علي كونه مفعول به في علاقة جنسية دون خسارة في حقوقه.
شمل القانون المعروف ب (قانون سانتيانا) علي الأقل بعض أشكال اغتصاب رجل لرجل. وذكر «كينتيليانوس» غرامة تقدر بنحو عشرة آلاف سيستزر -عملة يونانية قديمة- كعقوبة طبيعية للاغتصاب الواقع علي شخص برئ. رغم ذلك تم فقد هذا النص ونصوصه المحددة لم تعد معروفة بعد الآن.
استمر الإمبراطور جستينيان في استخدام هذا القانون لمقاضاة الاغتصاب خلال القرن السادس في الإمبراطورية الرومانية الشرقية. بحلول العصور القديمة أشار مصطلح الاغتصاب إلى الاختطاف أو الهرب مع العشيق/ة أو السرقة أو الاغتصاب بمعناه المعاصر. حرك الاختلاف حول المصطلح المعلقين الكنسيين علي القانون لتقسيمة إلى الهرب مع العشيق/ة بدون موافقة الأهل والاغتصاب بالقوة. لكل من أشكال الاغتصاب تلك عقوبة مدينة ومنع للأسرة من المراسم الكنسية. رغم أن الاغتصاب تكبد عقوبات إفساد أو قتل.
في الولايات المتحدة لم يكن في المستطاع إدانة الزوج باغتصاب زوجته حتي عام  1979. في الخمسينات في بعض الولايات في أمريكا، ممارسة امرأة بيضاء الجنس برضائها مع رجل أبيض كان يعتبر اغتصابًا. قبل الثلاثينيات كان يعتبر الاغتصاب جريمة جنسية تقع دائماً من الرجال علي النساء. من عام 1935 لعام 1965 بدأ التحول في تسمية المغتصبين بالمجرمين بوصفهم بالمرضي العقليين «سيكوباتيين جنسياً» بأخذ طريقه للرأي العام. لم يعد يحكم علي الرجال المقبوض عليهم لارتكابهم الاغتصاب بالسجن، بل يرسلوا إلى مستشفيات صحة عقلية حيث يتم إعطائهم أدوية لمرضهم. لأن الرجال الظاهر عليهم الجنون فقط هم من يتم اعتبارهم يرتكبون الاغتصاب، لم يعتبر أحد أن الأشخاص العاديين بإمكانهم القيام بعنف مماثل.
كانت التحولات في دور المرأة في المجتمع أيضاً متغيرة، تسببت في يقظة ولوم تجاه ضحايا الاغتصاب. لأن النساء أصبحن منغمسات أكثر في الحياة العامة (مثل: البحث عن وظيفة مثلاً بدلا من كونها ربة منزل)، يزعم البعض أن أولائك النساء كن متحررات ويبحثن عن المتاعب. التخلي عن الدور الجندري للأم والزوجة كان يُري علي أنه خروج علي القيم التقليدية، بينما انغماسهن في المجتمع خلق عذر أن المرأة «لن تُعطَي الحق في الحماية تحت الخطوط التقليدية العريضة للعلاقات بين الرجل والمرأة.»
حتي القرن التاسع عشر تطلبت العديد من التشريعات الإنزال خلال الفعل لاعتباره جريمة اغتصاب. الأفعال غير الجماع الطبيعي لم تكن تعتبر اغتصاباً في دول القانون العام والكثير من المجتمعات الأخرى. في العديد من الثقافات تعتبر تلك الأفعال غير قانونية حتي لو كانت بالتراضي وبين اثنين متزوجين.
في إنجلترا علي سبيل المثال قانون «الجماع الشرجي» رقم 1533، والذي ظل في حيز النفاذ حتي عام 1828 قدر عقوبة الموت لذلك الفعل.
جرمت الكثير من المدن الأنماط «غير التقليدية» من النشاط الجنسي، في العهد الحديث: علي نحو مرموق في ولاية آيداهو في الولايات المتحدة الأمريكية كان اللواط بين الأفراد بالتراضي يعاقب عليه بخمس سنوات في السجن حتي عام 2003، وكان هذا القانون محكوماً به فقط حتي لا يطبق علي الأزواج عام  1955.
اليوم في العديد من البلدان امتد تعريف الركن المادي ليشمل كل أشكال الجماع المهبلي والشرجي (مثل إيلاج الأشياء أو الأصابع أو أجزاء الجسم) بالإضافة إلى الجماع الفموي.
في الولايات المتحدة أثناء وقبل الحرب المدنية الأمريكية، عندما انتشرت العبودية ركز القانون أساساً علي الاغتصاب المتعلق باغتصاب الرجال السود للنساء البيض. عقوبة تلك الجريمة في نطاق القضاء كانت الموت أو الإخصاء. اغتصاب امرأة سوداء من أي رجل كان يعتبر قانونياً. بحلول القرن التاسع عشر كانت النساء الأمريكيات يُنتقدن إذا «بقين بعيداً عن منصب اعتمادي..قاتلن معتدي.. أو تصرفن بطريقة يعتمدن فيها علي أنفسهن إلى حد كبير..» في تلك الحالة «لا يتم تطبيق مصطلح الاغتصاب».
عام 1998 قالت ناڤي بيلاي القاضية في المحكمة الجنائية الدولية لرواندا «منذ زمن سحيق، اعتبر الاغتصاب مكسب حرب، الآن سيتم اعتباره جريمة حرب، نحن نريد أن نبعث رسالة قوية أن الاغتصاب لم يعد غنيمة حرب.» 

### الاغتصاب في الحرب
الاغتصاب أثناء الحرب رجوعًا إلى العصور القديمة، رجوعًا يكفي ليتم ذكره في الإنجيل. قيل أن الجيوش الإسرائيلية والفارسية واليونانية والرومانية قد اشتركت في الاغتصابات أثناء الحرب.
تسبب المغول الذين أسسوا الإمبراطورية المغولية في أغلب اوراسيا، في هلاك كبير خلال فترة غزوهم. قال المؤرخ چاك ويندرفورد أن أول حادثة اغتصاب جماعي حوكم فيها المغول حدثت بعدما أرسل أوقطاي خان (أول خلفاء چانكيز خان وثالث أبناءه) جيشاً من 25، 000 جندي إلى شمال الصين، حيث هزموا جيشاً من 100، 000 ألف.
قيل أن المغول قاموا باغتصاب الجنود الناجين بأمر من قائدهم، قيل أيضاً أن أوقطاي خان أمر باغتصاب الأويرات(المجموعة الغربية من المغول الذين يقطنون منطقة-التاي- من منغوليا الغربية) اغتصاباً جماعياً.
طبقاً لروجيريوس من بوليا(منطقة في جنوب شرق إيطاليا) المكافح الذي نجا من المجاعة التي صنعها الغزو المغولي، المحاربون المغول «وجدوا متعتهم» في ذل النساء المحليات.
الاغتصاب الممنهج لحوالي 80، 000 ألف سيدة من قبل الجنود اليابانيين خلال مذبحة النانجيغ (مدينة في شرقي الصين) التي استمرت ستة أسابيع، هو مثال علي مثل تلك الأعمال الوحشية.
خلال الحرب العالمية الثانية تم إجبار ما يقارب 200، 000سيدة كورية وصينية علي ممارسة الفاحشة في بيوت دعارة الجيوش اليابانية، وقد أطلق عليهم «نساء الراحة». ارتكبت القوات الفرنسية المغربية المعروفة بالچوميرين جرائم اغتصاب وجرائم حرب أخرى بعد معركة مونتي كاسينو (إحدى معارك الحرب العالمية الثانية حدثت بين القوات الألمانية وقوات الحلفاء في جبل كاسينو جنوب مدينة روما-إيطاليا). أظهرت النساء الفرنسيات في نورماندي امتعاضا حول جرائم الاغتصاب الحادثة خلال تحرر نورماندي. اغتصبت نساء وفتيات يهوديات من قبل قوات الفيرماخت (قوات الدفاع في القوات المسلحة الألمانية من عام 1935 لعام 1945) خلال الغزو علي بولاندا في سبتمبر  1939. وارتكبت جرائم اغتصاب أيضاً تجاه النساء والفتيات البولانديات والأوكرانيات والبيلاروسيات والروسيات خلال إجراءات كبيرة تم إتخاذها أولا بواسطة وحدات الحماية الذاتية العرقية الألمانية. بمساعدة جنود الفيرماخت المتمركزين علي أرض موضوعة تحت إدارة الجيش الألماني: كان يتم اغتصاب النساء الأسيرات قبل إطلاق النار عليهن.
حالة واحدة فقط من الاغتصاب تمت ملاحقتها قضائياً من المحاكم الألمانية خلال الاحتلال العسكري لبولاندا، وحتي بعد ذلك فقد حكم القاضي الألماني بإدانة المعتدي لارتكابه فعلاً مخزي تجاه عرقه كما هو موصوف في السياسات العرقية للنازيين، وليس لارتكابه اغتصابًا. كانت النساء اليهوديات معرضات بشكل كبير للاغتصاب أثناء الهولوكوست «محرقة هتلر لليهود».
كان الاغتصاب يرتكب أيضاً من قبل القوات الألمانية المتمركزة في الجبهة الشرقية، حيث لم يكونوا يعاقبون علي الاغتصاب (عكس ما كان يحدث في الجبهة الغربية).
أسس جنود الفيرماخت نظاماً لبيوت دعارة الجيش، حيث يتم إجبار النساء الصغيرات والفتيات من الأراضي المحتلة علي ممارسة الفاحشة تحت ظروف قاسية. في الاتحاد السوفييتي كان يتم اختطاف النساء بواسطة القوات الألمانية لممارسة الفاحشة أيضاً.
كتب أحد تقارير المحكمة العسكرية الدولية: «في سمولينسك -إحدي مدن روسيا-، فتح قائد ألماني بيت دعارة للشرطيين في أحد الفنادق حيث كان يتم سَوْق المئات من النساء والفتيات، كنّ يسحلنَ في الشارع من أذرعهن وشعورهن بلا رحمة.»
حدثت جرائم اغتصاب للأراضي المحتلة من قبل الجيش الأحمر«جيش العمال والفلاحين». وصفت مراسلة للحرب السوفييتية ما شاهدته بقولها:
(كان الجنود الروسيون يغتصبون أي انثي ألمانية من سن الثامنة حتي الثمانين، لقد كان جيشاً من المغتصبين).
طبقاً للمؤرخة الألمانية ميريام جبيهرت حوالي 190، 000 امرأة تم اغتصابهن من جنود الولايات المتحدة في ألمانيا.
طبقاً للباحث والكاتب كريستيان أنجڤاري فقد قُتِل 38، 000 مدني أثناء حصار بودابست -عاصمة المجر-، حوالي 13، 000 قتلوا جرّاء الهجمات العسكرية، 25، 000 بسبب الجوع أو الأمراض أو أسباب أخري.
كان 15، 000 يهودي مندرجين تحت الاكتشاف السابق، ضحايا ميليشيا حزب الصليب السهم الهنجري. عندما أعلن السوڤيتون أخيراً انتصارهم، همّوا بهجمات عنيفة عربيدة شملت سرقة كلية لأي شئ يقع تحت أيديهم وإعدامات عشوائية واغتصابات مروعة.
ما يقدر بحوالي 50، 000 امرأة وفتاة تم اغتصابهن، رغم أن التقديرات تتراوح من 5000 إلى 200، 000 امرأة وفتاة.
كانت فتيات الهنجر يختطفن ويؤخذن إلى مقرات الجيش الأحمر، حيث يسجنّ ويُغتصَبن مِرارًا وفي بعض الأحيان يقتَلن.

## اقرأ أيضاً
- أنواع الاغتصاب
- اغتصاب تصحيحي
- اغتصاب الإناث في القانون المصري
- الاغتصاب في القانون العماني
- متلازمة الشخص المنتهك
- الاغتصاب في السجون
- شهر الوعي بالاعتداء الجنسي